# Sachsen-Wittenberg
Hertugdømmet Sachsen-Wittenberg var et område i det Tysk-romerske rige. Det opstod efter opløsningen af stamhertugdømmet Sachsen i 1296. Hertugerne fra huset Askanien fastholdt herredømmet over et område, der strakte sig over dele af de tidligere lande, Sachsen, Sachsen-Anhalt og Brandenburg. Hertugdømmet eksisterede til 1356, hvor det blev ophøjet til kurfyrstendømmet Sachsen ved den gyldne bulle i 1356.
Der var to hertuger i Sachsen-Wittenbergs forholdsvis korte levetid. Albrecht 2. af Sachsen-Wittenberg havde delt magten i stamhertugdømmet med Johan 1. af Sachsen-Lauenburg og senere dennes sønner, indtil stamhertugdømmet gik i opløsning. Derpå sad han som enehertug i Sachsen-Wittenberg, men blot to år senere døde han. Magten overgik derpå til hans søn, Rudolf 1. af Sachsen-Wittenberg, der beholdt titlen til sin død, kort efter at det var blevet til kurfyrstendømme.